# Boechout
Boechout (nederländskt uttal: [ˈbuxʌu̯t]) är en kommun i provinsen Antwerpen i regionen Flandern i Belgien. Kommunen har cirka 13 372 invånare (2020).